# Dermot MacMurrough
Diarmait Mac Murchada, anglifierat Dermot MacMurrough, född cirka 1110, död 1 maj 1171, var kung av Leinster på Irland mellan 1126 och sin död 1171. 
Han blev tillfälligt avsatt 1166 av Ruaidrí Ua Conchobair, eftersom MacMurrough år 1152 hade kidnappat 
Derbforgaill ingen Maeleachlainn, hustru till kung Tiernan O'Rourke av Breifne. För att få tillbaka sitt kungarike tog MacMurrough hjälp av kung Henrik II av England genom att svära trohet till honom. Han fick militär hjälp av England, som hjälpte honom återta sin tron. Han förlorade dock kontrollen över de engelska militärerna, som inledde normandernas invasion av Irland.